# Kansas City Stompers
Kansas City Stompers er et dansk jazzband dannet i 1951 af kapelmester Niels Abild, der fortsat leder Kansas City Stompers. Gruppen er Danmarks ældste professionelle jazzband og har indspillet over 40 albummer.
Gruppen har optrådt i det meste af Europa og har samarbejdet med kunstnere som Sanne Salomonsen, Gitte Hænning, Birgit Lystager, Daimi, Otto Brandenburg og Lill-Babs. Gennem alle årene har orkestret medlemmer talt en lang række kendte danske musikere og solister og har indspillet plader siden 1972. I 2013 udkom den seneste CD, Live Concerts.

## Diskografi
- Everybody Loves Saturday Night (1972)
- 1973 - Danish Jazz Vol. 1 (1973)
- Wild Bill Davison In Copenhagen (1974)
- In England (1977)
- Med Venner (1977)
- Playing Happy Swing (1978)
- 1978 (1978)
- Live I Nyborg Statsfængsel — Med Otto Brandenburg og Daimi (1979)
- Her og der (1980)
- Giants Of Swing (1981)
- Det Er Dansk Det Er Daimi & Kansas (1982) Daimi Akkompagneret af Kansas City Stompers
- Kansas City Stompers (1983
- As Time Goes By Featuring Finn Ziegler, Michala Petri, Jesper Thilo, Ole Kock Hansen (1985)
- Kansas City Stompers (1988)
- På Dansk (1995)
- Playing Happy Jazz (1995)
- Everybody Loves Saturday Live (1998)
- Running Wild (1999)
- Blueberry Hill (2005)
- Live Jam Session (2009)
- 60 Years Jubilee 1951-2011 I Did It My Way  (2011)
- Live Concerts (2013)